# 15360 Moncalvo
15360 Moncalvo este un asteroid din centura principală de asteroizi.

## Descriere
15360 Moncalvo este un asteroid din centura principală de asteroizi. A fost descoperit pe 14 februarie 1996 la Cima Ekar de Maura Tombelli și Giuseppe Forti. Asteroidul prezintă o orbită caracterizată de o semiaxă mare de 2,37 ua, o excentricitate de 0,18 și o înclinație de 2,9° în raport cu ecliptica.